# Luis II de Turingia

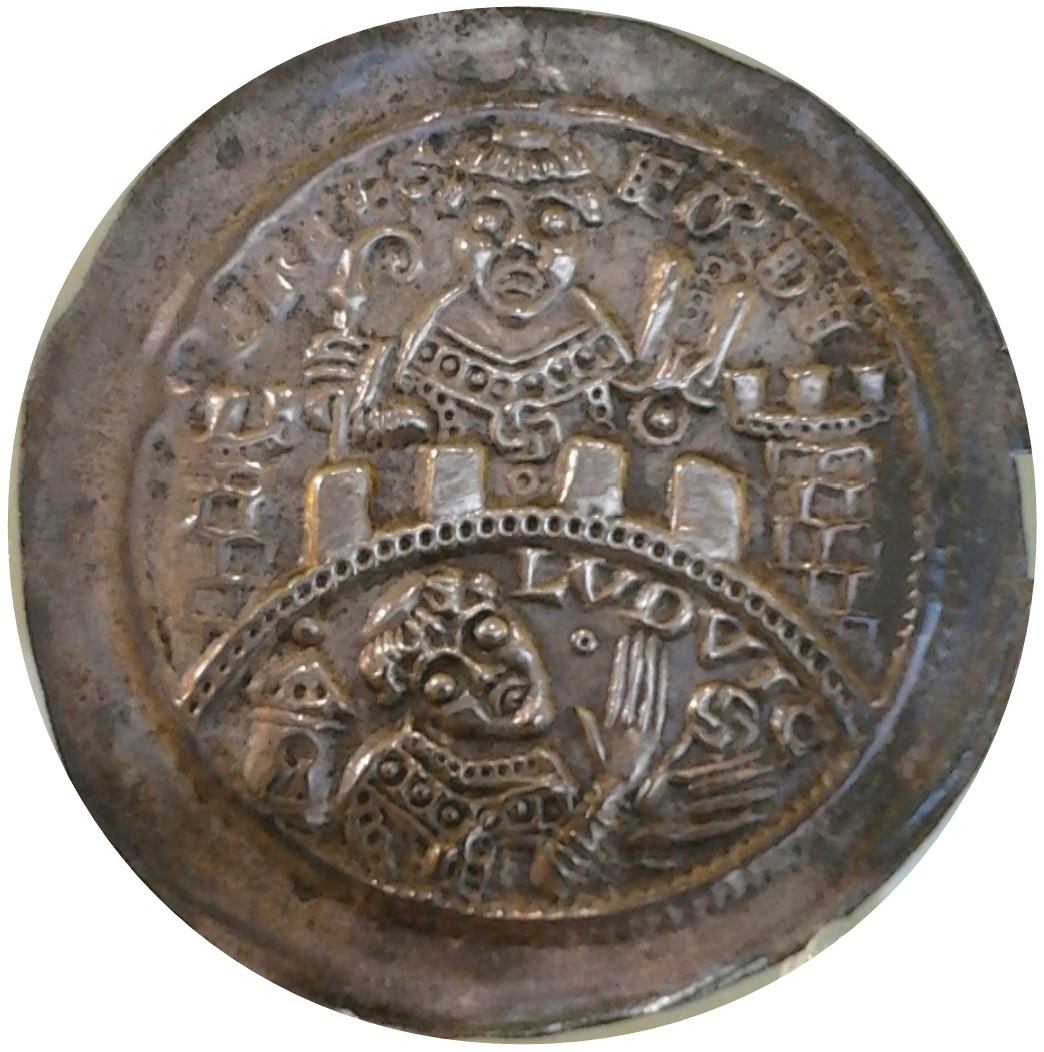
Bracteato de Luis II el Hierro (1140-1172), Museo Nacional en Varsovia

Luis II, Landgrave de Turingia, apodado Luis el Hierro (1128-14 de octubre de 1172, Castillo de Neuenburg en Freyburg).

## Vida
Nació en 1128 y fue hijo de Luis I, que en 1131 se convirtió en el primer landgrave de Turingia, y su esposa, Eduvigis de Gudensberg. A la muerte de su padre en 1140, Conrado III de Alemania enfeudó a Luis II de 12 años con el landgraviato. Los Ludovinos tenían una buena relación con los Hohenstaufen, ya que Luis I había apoyado la elección de Conrado III en 1138. La relación era tan buena que se concertó el matrimonio entre Luis II y Judit, que era sobrina de Conrado III y medio hermana de su sucesor Federico Barbarroja. Hasta la muerte de Conrado, Luis II permaneció en la corte real, donde fue educado por los arzobispos de Maguncia y Merseburg. Se casó con Judith en 1150, y un año más tarde nació su hijo y sucesor Luis III.
Durante el reinado de Luis II, la población de Turingia sufrió continuos ataques por parte de la nobleza. Luis intervino para detener estas prácticas, ganándose el apodo de "Luis el Hierro". Según una leyenda, que fue registrada por Johannes Rothe en 1421, Luis II viajaba anónimamente y una noche, encontró refugio con un herrero en Ruhla. El herrero se quejó entonces de la difícil situación del pueblo y maldijo a la nobleza, lamentando que su señor era demasiado suave hacia ellos, y se dirigió al hierro como si fuera el propio landgrave: "¡Landgraf, werde hart!" (en alemán: "Landgrave, become hard!" or "Landgrave, take a stance!" Estas palabras estimularon a Luis a la acción contra los barones. Según la leyenda, después de que los delincuentes hubieran sido arrestados, eran atados a un arado y obligados a arar un campo.
Durante su reinado, Luis se unió a su cuñado Federico Barbarroja, que se convirtió en rey en 1152 y fue coronado emperador en 1155. Lucharon juntos contra el duque Welfo Enrique el León y los arzobispos de Maguncia (que poseían Erfurt entre otras posesiones).
El Castillo de Wartburg fue ampliado durante el reinado de Luis II. El Palacio fue construido en su forma actual — la datación por radiocarbono muestra que los robles para las vigas del techo fueron talados en 1157. En 1168, construyó el Castillo de Runneburg en Weißensee y en 1184 el de Creuzburg.
En 1170, Federico y Luis emprendieron una expedición contra Polonia. A su regreso de Luis, cayó enfermo y murió el 14 de octubre de 1172. Como casi todos los landgraves de Turingia, fue enterrado en el monasterio en Reinhardsbrunn. Las lápidas de los miembros de la familia fueron trasladadas a la iglesia de San Jorge en Eisenach tras la demolición del monasterio.

## Matrimonio y descendencia
En 1140, Luis II se casó Judith de Hohenstaufen, medio hermana del emperador Federico Barbarroja. Tuvieron los siguientes hijos:
- Luis III "el Suave" (1151–1190),[1] su sucesor
- Enrique de Raspe III (c. 1155 – 18 de julio de 1180), conde de Gudensberg[1]
- Federico (c. 1155 – 1229), Conde de Ziegenhain[1]
- Herman I (c. 1155 – 1217)[1]
- Judith, esposa de Herman II, conde de Ravensberg[1]
- Sophia, esposa de Bernardo, conde de Anhalt